# Wahlkreis Lanark and Hamilton East
| Lanark and Hamilton East |
| ------------------------ |
| Lanark and Hamilton East |
| Gebildet                 |
| 2005                     |
| Abgeordneter             |
| Angela Crawley (SNP)     |
| Regionen                 |
| South Lanarkshire        |

Lanark and Hamilton East ist ein Wahlkreis für das Britische Unterhaus. Er wurde im Zuge der Wahlkreisreform 2005 aus den aufgelösten Wahlkreisen Clydesdale, Hamilton North and Bellshill und Hamilton South neu gebildet. Lanark and Hamilton East umfasst Gebiete der Council Area South Lanarkshire mit den Städten Lanark, Larkhall sowie die östlichen Teile von Hamilton. Der Wahlkreis entsendet einen Abgeordneten.

## Wahlergebnisse

### Unterhauswahlen 2005
| Ergebnisse der Unterhauswahlen 2005 | Ergebnisse der Unterhauswahlen 2005 | Ergebnisse der Unterhauswahlen 2005 | Ergebnisse der Unterhauswahlen 2005 |
| Partei                              | Kandidat                            | Stimmen                             | %                                   |
| ----------------------------------- | ----------------------------------- | ----------------------------------- | ----------------------------------- |
| Labour                              | Jimmy Hood                          | 20.072                              | 46,1                                |
| Liberal Democrats                   | Fraser Grieve                       | 8125                                | 18,6                                |
| SNP                                 | John Wilson                         | 7746                                | 17,8                                |
| Conservative                        | Robert Pettigrew                    | 5576                                | 12,8                                |
| Socialist                           | Dennis Reilly                       | 802                                 | 1,8                                 |
| UKIP                                | Donald Mackay                       | 437                                 | 1,0                                 |
| Parteilos                           | Duncan McFarlane                    | 416                                 | 1,0                                 |
| Christian Vote                      | Robin Mawhinney                     | 415                                 | 1,0                                 |

### Unterhauswahlen 2010
| Ergebnisse der Unterhauswahlen 2010 | Ergebnisse der Unterhauswahlen 2010 | Ergebnisse der Unterhauswahlen 2010 | Ergebnisse der Unterhauswahlen 2010 | Ergebnisse der Unterhauswahlen 2010 |
| Partei                              | Kandidat                            | Stimmen                             | %                                   | ±                                   |
| ----------------------------------- | ----------------------------------- | ----------------------------------- | ----------------------------------- | ----------------------------------- |
| Labour                              | Jimmy Hood                          | 23.258                              | 50,0                                | +3,9                                |
| SNP                                 | Clare Adamson                       | 9780                                | 21,0                                | +3,2                                |
| Conservative                        | Colin McGavigan                     | 6981                                | 15,0                                | +2,2                                |
| Liberal Democrats                   | Douglas Herbison                    | 5249                                | 11,3                                | −7,3                                |
| Parteilos                           | Duncan McFarlane                    | 670                                 | 1,4                                 | +1,4                                |
| UKIP                                | Rob Sale                            | 616                                 | 1,3                                 | +0,3                                |

### Unterhauswahlen 2015
| Ergebnisse der Unterhauswahlen 2015 | Ergebnisse der Unterhauswahlen 2015 | Ergebnisse der Unterhauswahlen 2015 | Ergebnisse der Unterhauswahlen 2015 | Ergebnisse der Unterhauswahlen 2015 |
| Partei                              | Kandidat                            | Stimmen                             | %                                   | ±                                   |
| ----------------------------------- | ----------------------------------- | ----------------------------------- | ----------------------------------- | ----------------------------------- |
| SNP                                 | Angela Crawley                      | 26.976                              | 48,8                                | +27,8                               |
| Labour                              | Jimmy Hood                          | 16.876                              | 30,5                                | −19,5                               |
| Conservative                        | Alex Allison                        | 8772                                | 15,9                                | +0,9                                |
| UKIP                                | Donald MacKay                       | 1431                                | 2,6                                 | +1,3                                |
| Liberal Democrats                   | Douglas Herbison                    | 1203                                | 2,2                                 | −9,1                                |

### Unterhauswahlen 2017
| Ergebnisse der Unterhauswahlen 2017 | Ergebnisse der Unterhauswahlen 2017 | Ergebnisse der Unterhauswahlen 2017 | Ergebnisse der Unterhauswahlen 2017 | Ergebnisse der Unterhauswahlen 2017 |
| Partei                              | Kandidat                            | Stimmen                             | %                                   | ±                                   |
| ----------------------------------- | ----------------------------------- | ----------------------------------- | ----------------------------------- | ----------------------------------- |
| SNP                                 | Angela Crawley                      | 16.444                              | 32,6                                | −16,2                               |
| Conservative                        | Poppy Corbett                       | 16.178                              | 32,1                                | +16,2                               |
| Labour                              | Andrew Hilland                      | 16.084                              | 31,9                                | +1,4                                |
| Liberal Democrats                   | Colin Robb                          | 1214                                | 2,4                                 | +0,2                                |
| UKIP                                | Donald Mackay                       | 550                                 | 1,1                                 | −1,5                                |

### Unterhauswahlen 2019
| Ergebnisse der Unterhauswahlen 2019 | Ergebnisse der Unterhauswahlen 2019 | Ergebnisse der Unterhauswahlen 2019 | Ergebnisse der Unterhauswahlen 2019 | Ergebnisse der Unterhauswahlen 2019 |
| Partei                              | Kandidat                            | Stimmen                             | %                                   | ±                                   |
| ----------------------------------- | ----------------------------------- | ----------------------------------- | ----------------------------------- | ----------------------------------- |
| SNP                                 | Angela Crawley                      | 22.243                              | 41,9                                | +9,3                                |
| Conservative                        | Shona Haslam                        | 17.056                              | 32,1                                | ±0,0                                |
| Labour                              | Andrew Hilland                      | 10.736                              | 20,2                                | −11,7                               |
| Liberal Democrats                   | Jane Pickard                        | 3037                                | 5,7                                 | +3,3                                |